# Benahavís
Benahavís er en by og kommune i det sydlige Spanien i provinsen Málaga. Den har et indbyggertal på 9.077 (2024) indbyggere.